# Pirolusita
La pirolusita es un mineral del grupo de los óxidos cuya composición química corresponde a dióxido de manganeso, Mn4+O2.
Su nombre procede del griego, piro, «fuego», y lousis, «lavadura», ya que en la antigüedad se usaba para quitar el color verdoso que le daba al vidrio la presencia de componentes de hierro.

## Propiedades

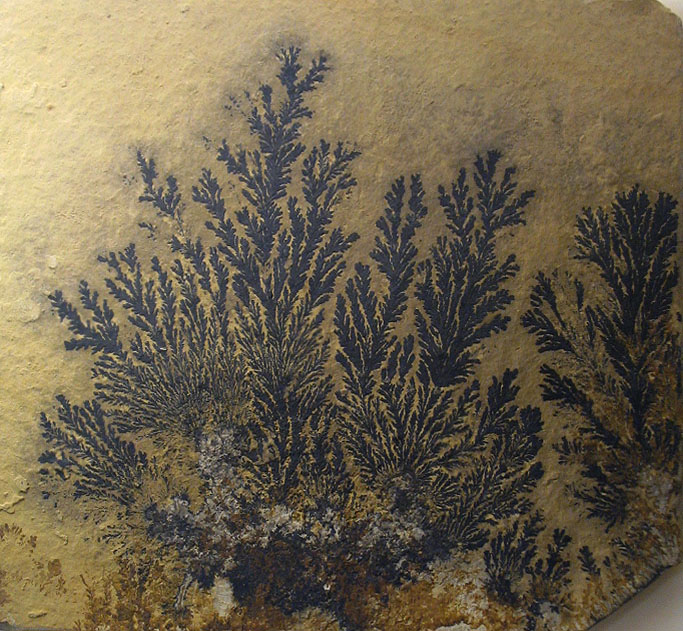
Formaciones dendríticas de pirolusita de Solnhofen, Alemania. Fotografía tomada en el Museo de Historia Natural de Londres.

La pirolusita es un mineral opaco de color entre negro y gris oscuro, con brillo metálico (mate cuando es masivo) y raya negra a negra azulina. Su dureza varía de 6 a 6,5 en la escala de Mohs, pero puede bajar incluso a 2 cuando es masiva.
Posee una densidad de 5,04 - 5,08 g/cm³.
Es soluble en ácido clorhídrico y bisulfito sódico.
La pirolusita contiene un 63% de manganeso. Forma parte del grupo mineralógico del rutilo, minerales que cristalizan en el sistema tetragonal, clase ditetragonal dipiramidal, de fórmula general M4+O2 (siendo M un metal como Ti, Pb, Sn y Ge, entre otros); casiterita, plattnerita y tripuhyita son otros miembros de este grupo.
Es polimorfo con la akhtenskita y la ramsdellita.

## Morfología y formación

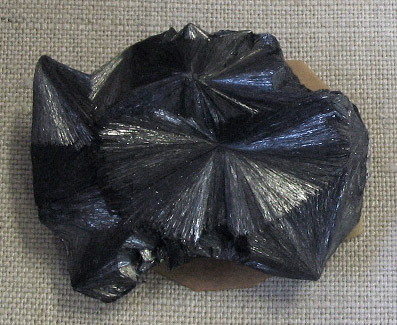
Formación de pirolusita acicular (Elgersburg, Alemania)

La pirolusita puede presentar una gran diversidad de hábitos cristalinos.
Usualmente se encuentra en forma de agregados masivos terrosos o pulverulentos, como agregados fibrosos, agregados de cristales aciculares y más raramente como botroides, cristales prismáticos, columnares o tabulares. Existe aún la creencia de que las dendritas de oxidos de manganeso son pirolusitas. Sin embargo no se han encontrado pirolusitas dendritas en ningún lugar del mundo, siendo estas formadas por birnessita, coronadita, criptomelano, hollandita, romanèchita, todorokita u otros óxidos de manganeso, siendo estas indistinguibles visualmente e incluso presentan problemas con la difracción de rayos X. La variedad de pirolusita conocida como polianita corresponde a un pseudomorfismo de manganita pseudoortorrómbica (la manganita tiene en realidad una estructura monoclínica).
La pirolusita se forma en ambientes oxidantes con un pH elevado. Habitualmente se encuentra en ambientes lacustres, depósitos marinos superficiales y zonas pantanosas, en la zona de oxidación de los yacimientos de manganeso o bien en depósitos formados por la circulación de agua de precipitaciones. 
Los procesos coloidales y la acción bacteriana son importantes en su formación.
Es frecuente encontrarla asociada a manganita, hollandita, hausmannita, braunita, calcofanita, goethita y hematita.

## Aplicaciones
Junto con la rodocrosita, es la principal mena del manganeso, cuya extracción se lleva a cabo por electrólisis.
El manganeso es un metal muy valorado estratégicamente, pues es un componente del acero y otras aleaciones tales como el bronce-manganeso. Como es un agente oxidante se usa para la fabricación de cloro y desinfectantes (permanganatos). También se usa para la decoloración del vidrio, pues cuando se mezcla con el vidrio fundido se oxida el hierro ferroso a hierro férrico, con lo que desaparecen los colores verdosos y marrones que tendría el vidrio.
Se usa también como material colorante en la fabricación de pinturas verde y violeta y en tintes para telas, así como para dar colores violeta o ámbar a azulejos y cerámica.

## Yacimientos
La pirolusita es un mineral óxido común en todo el mundo y entre los principales países productores cabe señalar a Georgia —uno de los principales productores mundiales con el depósito de manganeso de Chiatura—, Ucrania, India, China y Sudáfrica.
Por otra parte, hay material bien estudiado en Alemania: Elgersburg, Friedrichroda y Langewiesen (Turingia), Eibenstock (Sajonia), y mina Lindener Mark y Friedberg (Hesse). En concreto, la mina Eisenkauten (próxima a Lautzenbrücken, Renania-Palatinado) alberga cristales de gran longitud.
Son también buenos los ejemplares procedentes de Horní Blatná (región de Karlovy Vary, República Checa).
En España hay depósitos de este mineral en Asturias (Covadonga y Cangas de Onís), Huesca (Jaca y Estopiñán), Teruel (Montalbán, Gargallo, Alcañiz y Celadas), Zaragoza (Calatayud), León (Boñar), Guadalajara (Piqueras y Tordesilos) y Badajoz (Oliva de la Frontera y Jerez de los Caballeros).
Por su parte, la polianita es abundante en la mina Kisenge (Bas Congo, República Democrática del Congo).